# Hetiti
██  Egipatsko carstvo u vrijeme Ramzesa II.
██  Hetitsko carstvo oko 1590. pr. Kr.
██  Hetitsko carstvo na vrhuncu, oko 1290. pr. Kr.
Hetiti su bili indoeuropski narod koji je živio u drevnoj Maloj Aziji.
Hetiti su u Anatoliji stvorili moćnu državu koja je nekoliko stoljeća bila svjetska velesila i igrala važnu ulogu u političkim odnosima tadašnjih sila. Hetitski jezik pripada indoeuropskoj jezičnoj skupini i najstariji je jezik te skupine, a sami su ga Hetiti nazivali nesitskim (tj. jezik grada Neše). Prije dolaska Hetita na tom su području oko 2000. pr. Kr. živjeli stanovnici Hati, od kojih su Hetiti preuzeli ime. Sjedište države bilo je u Hattuši.
Legendarnim osnivačem države Hetiti smatrali su Labarnu, pa je njegovo ime uzeto kao titula (Muršiliš) svih kasnijih vladara. Na vrhuncu moći Hetitska je država bila u vrijeme vladara Muršiliša, koji je porazio Hurite u Siriji, i razorio njihov grad Alep, te prodro do Babilona koji je zauzeo i opljačkao oko 1595. pr. Kr. Nakon njegove smrti uslijedilo je dvjestogodišnje razdoblje nestabilnosti, a potom je počeo novi uspon države. U to vrijeme Hetiti pod svojom vlašću čvrsto drže Siriju, a pokušaj egipatskog faraona Ramzesa II. da otkloni hetitski utjecaj iz Sirije nije uspio.
Država Hetita propala je početkom 12. stoljeća pr. Kr. u najezdi nepoznatih osvajača koje egipatski izvori nazivaju Narodi s mora.
Navodno su Hetiti prvi koristili neki oblik biološkog oružja.

## Arheološka istraživanja
Hetiti su koristili klinasto pismo. Arheološke ekspedicije su otkrile u Hattuši cijele kraljevske arhive u tablicama ispisanima klinastim pismom, bilo na akadskom, jeziku tadašnje diplomacije, ili na različitim jezicima Hetitskog Carstva.
Prvi arheološki dokazi za postojanje Hetita nađeni su na pločicama u asirskoj koloniji Kültepe (drevni Karum Kaneš), a sadržavali su zapise o trgovini iznmeđu asirskih trgovaca i izvjesne "zemlje Hatti". Neka imena na pločicama nisu bila ni hatska ni asirska, već očito indoeuropska.
Pismo na spomeniku u Boğazköyu kojeg je postavio "narod Hattuše", a kojeg je otkrio William Wright 1884. se slagao sa specifičnim hijeroglifskim pismom iz Alepa i Hamatha u sjevernoj Siriji. Godine 1887., iskapanja u Tell El-Amarni u Egiptu otkrila su diplomatsku arhivu faraona Amenhotepa III. i njegovog sina Eknatona. Dva pisma iz "kraljevine Kheta" – iz otprilike istog područja kao mezopotamijska "zemlja Hatti" – su bila pisana na standardnom akadskom klinastom pismu, ali na nepoznatom jeziku; iako su ih znanstvenici mogli pročitati, nisu ih razumjeli.
Kratko nakon ovoga, Archibald Sayce predlaže hipotezu po kojoj su Hatti ili Khatti u Anatoliji zapravo "kraljevstvo Kheta" koje se spominje u ovim egipatskim tekstovima, kao i biblijski Hetiti. Sayceova je hipoteza kroz prvi dio 20. stoljeća stekla široku potporu među znanstvenicima, a ime "Hetiti" trajno se vezalo za civilizaciju čiji su ostatci otkriveni u Boğazköyu.
Tijekom iskapanja u Boğazköyu (Hattuši) koja su započela 1906., arheolog Hugo Winckler pronašao je kraljevsku arhivu s 10000 pločica, ispisanih klinastim pismom na akadskom i nekom nepoznatom jeziku poznatom iz egipatskih dokumentata kao Kheta — što je potvrdilo jednakost dvaju naziva. Osim toga, dokazao je da su ruševine u Boğazköyu ostatci glavnog grada moćnog carstva koje je jednom nadziralo sjevernu Siriju.
Jezik na pločicama iz Hattuše konačno je odgonetnuo češki jezikoslovac Bedřich Hrozný, koji je 24. prosinca 1915. objavio svoje rezultate u predavanju pred Bliskoistočnim društvom u Berlinu. Knjiga o otkriću je objavljena u Leipzigu 1917. godine, s naslovom Die Sprache der Hethiter; Ihre Struktur und ihre Zugehörigkeit zur Indogermanischen Sprachfamilie ("Jezik Hetita; njegova struktura i članstvo u indoeuropskoj jezičnoj porodici").
Pod vodstvom Njemačkog arheološkog društva, iskapanja u Hattuši su vođena od 1907., s prekidima za vrijeme oba svjetska rata. Kültepe je uspješno istražio prof. Tahsin Özgüç od 1948. Manja iskapanja su obavljana u neposrednoj okolici Hattuše, uključujući svetište Yazılıkaya, koje sadrži brojne reljefe hetitskih vladara i bogova.

## Povijest

### Podrijetlo Hetita
Općenito se pretpostavlja da su Hetiti došli u Anatoliju prije 2000. pr. Kr., ali nije poznato odakle. Vjerojatnije je da su došli sa zapada, jer se tijekom povjesnog razdoblja šire prema jugoistoku.
Oko 2000. pr. Kr. područje oko Hattuše su naseljavali Hati, neindoeuropski narod. Hetiti su mnogo posuđivali od hatske kulture koju su zatekli, kao i od asirskih trgovaca, npr. klinasto pismo i cilindrične pečate.
Kao što je spomenuto, "hetitski" su moderni uobičajeni naziv jezika indoeuropskog jezika središnje Male Azije tog doba; oni sami su upotrebljavali naziv nešili, tj. "na jeziku Neše".
Budući da se hatski nastavio koristiti u hetitskoj državi u ritualnim svrhama, te postoji znatan kontinuitet između dvije kulture, nije poznato jesu li govornici hatskog – Hati – zamijenjeni govornicima hetitskog, apsorbirani ili su jednostavno prihvatili njihov jezik.
Rana povijest hetitskog kraljevstva je poznata kroz pločice koje su vjerojatno najranije pisane u 17. stoljeću pr. Kr., ali su očuvane samo kopije iz 14. i 13. stoljeća pr. Kr. Te pločice, poznate zajedničkim imenom Anittin natpis, započinju pričom kako je Pithana, kralj Kuššare (ili Kuššara, malog grada-države koji još nije pronađen) osvojio susjedni grad Nešu (Kaneš). Međutim, pravi junak pločica je njegov sin Anitta, koji je nastavio djelo svog oca i osvojio nekoliko susjednih gradova, uključujući Hattušu i Zalpuwu (Zalpu).

### Staro carstvo (1650. – 1380. pr. Kr.)
Osnivanje Hetitskog carstva se pripisuje ili Labarni I. ili Hattušilišu I. (moguće sa se radi o istoj osobi), koji su osvojili područje južno i sjeverno od Hattuše. Hattušili je ratovao sve do kraljevstva Yamkhad u Siriji, gdje je napao, ali nije zauzeo glavni grad Alep. Njegov nasljednik, Muršiliš I., je zauzeo taj grad. Hetitski pohodi u Siriju i Mezopotamiju su možda zaslužni za ponovno uvođenje klinastog pisma u Anatoliju, jer je hetitsko pismo prilično različito od pisma u prethodnom razdoblju asirskih kolonija.
Muršiliš je nastavio osvajanja Hattušiliša, sežući sve do Mezopotamije i čak osvajajući Babilon 1595. pr. Kr. (iako Babilon nije podvrgnut hetitskoj vlasti, već je predan njihovim saveznicima, Kasitima, koji će vladati njime 4 stoljeća). Ovaj dugi pohod je međutim oslabio resurse, i doveo glavni grad skoro do anarhije. Muršiliš je ubijen uskoro nakon povratka, a Hetitsko carstvo se sunovratilo u kaos. Hurijci, narod koji je živio u planinama uz gornji Tigris i Eufrat, su preuzeli inicijativu i osvojili Alep i okolna područja, kao i obalno područje Adaniye, koje su preimenovali u Kuzzuwatna (kasnije Kilikija).
Nakon ovog, Hetiti ulaze u slabu fazu, opskurnih zapisa, nebitnih vladara i smanjenog područja vlasti. Ovaj obrazac širenja pod jakom kraljevima kojeg slijedi skupljanje pod slabijim će se ponavljati ponovo i ponovo kroz cijelu 500-godišnju povijest Hetitskog carstva, što događaje u razdobljima slabljenja čini teškim za precizniju rekonstrukciju.
Sljedeći vladar vrijedan spomena nakon Muršiliša I. je bio Telepinu (oko 1500. pr. Kr.) koji je izvojevao nekoliko pobjeda na jugozapadu, izgleda sklopivši savez s jednom hurijskom državom (Kizzuwatna) protiv druge (Mitanni).

### Novo carstvo (1380. – 1200. pr. Kr.)
S vladavinom Tudhalije I. (koji moguće nije bio prvi vladar s tim imenom), Hetitsko Carstvo ponovo izranja iz opskurnosti. Tokom njegove vladavine, ponovo je uspostavljen savez s Kizzuwatnom, pobijeđena su hurijske države Aleppo i Mitanni, a hetitska se država proširila prema zapadu, šireći se na teritorij luvijske Arzawe.
Nakon Tudhalije slijedi slabljenje; neprijatelji napreduju čak do Hattuše i razaraju je. Međutim, Carstvo se oporavlja pod Šuppilulimom I. (oko 1350. pr. Kr.), koji opet osvaja Alep, suzbija državu Mittanni, i poražava Karkemiš, još jednu sirijsku državu.
Sin Šuppilulime je upravljao novoosvojenim terotorijima, Babilonija je bila pod upravom Kadita, Asirija je bila tek stekla neovisnost, a država Mitanni poražena. Sve to skupa, učinilo je od Šuppilulime glavnom snagom izvan Egipta. Šuppilulima je uskoro zatražio savezništvo s Egiptom preko braka jednog od svojih sinova s udovicom Tutankamona. No, sin mu je ubijen prije nego što je uspio doći u Egipat, pa brak nikad nije sklopljen.
Nakon Šuppilulime, i vrlo kratke vladavine njegovog najstarijeg sina, oko 1330. pr. Kr. drugi sin, Muršili II., postaje kralj. Muršili je na istoku carstva zatekao stabilnu situaciju, što mu je omogućilo da se posveti zapadnim granicama države, gdje je napao Arzawu i grad poznat pod imenom Millawanda, u priobalnoj zemlji Ahhiyawa. Mnogi suvremeni znanstvenici smatraju da se zapravo radi o Miletu i zemlji Aheji, poznatima iz grčke povijesti, no manji dio znanstvenika spori ovu vezu.

## Bitka kod Kadeša
Snaga države Hitita najviše je ovisila o nadzoru nad trgovačkim rutama i izvorima metala. Zbog važnosti sjeverne Sirije za vitalne rute između Cilicije i Mezopotamije, obrana ovog područja je bila ključna. Egipatsko širenje na sjever za vrijeme faraona Ramzesa II. dovelo je do bitke kod Kadeša. Nije poznat ishod bitke, no čini se da je dolazak egipatskih pojačanja spriječilo pobjedu Hetita. Egipatske snage natjerale su Hetite da se povuku u tvrđavu u Kadešu, no njihovi vlastiti veliki gubici spriječili su ih u opsadi tvrđave. Ova se bitka dogodila u 5. godini vladavine Ramzesa II., što po najčešće korištenoj egipatskoj kronologiji odgovara godini 1275. pr. Kr.

### Opadanje i nestanak carstva
Nakon ovog datuma, snaga Hetita opet opada, jer su Asirci iskoristili mogućnost da pregaze državu Mitanni i prošire se do Eufrata dok je Muwatalli bio zaokupljen Egipćanima. Asirija je počela biti jednako velika prijetnja hetitskim trgovačkim putevima kao i Egipat. Njegov sin, Urhi-Tešub, je stupio na prijestolje kao Muršiliš III., ali je brzo zbačen od svojeg strica, Hattušiliša III nakon kratkog građanskog rata.
Kao odgpvor na sve veću prisutnost Asiraca uz svoju granicu, sklopio je mir s Ramzesom II., i dao mu ruku svoje kćeri. Sporazum iz Kadeša, jedan od najstarijih potpuno sačuvanih ugovora iz povijesti, odredio je granice dvaju carstava u Kanaanu, a potpisan je u 21. godini vladanja Ramzesa II., oko 1258 pr. Kr.
Hattušilijev sin, Tudhalija IV., je bio posljednji jaki hetitski kralj u mogućnosti da drži Asirce podalje od Sirije te čak privremeno pripoji i otok Cipar. Posljednji kralj, Šuppiluliumaš II. je također izvojevao neke pobjede, uključujući pomorsku bitku s "narodima s mora" blizu obala Cipra. Međutim, bilo je prekasno. Narodi s mora su prodrijeli duž obale Sredozemlje, počevši s Egejskim morem, sve do Filistije – usput otimajući Kilikiju i Cipar od Hetita, sječući njihove trgovačke puteve. To je ostavilo ranjivim hetitsku domovinu napadima sa svih strana. Hattušu su do temelja spalili Gašge, Brigijci i Luvijci oko 1180. pr. Kr. Hetitsko carstvo je nestalo s povijesne pozornice.

### Kasnohetitske države (1000. – 700. pr. Kr.)
Do 1160. pr. Kr., politička situacija u Maloj Aziji se posve promijenila. Te godine su se Asirci borili s Muškuima, koji su prodirali u krajnji sjever Mezopotamije iz Anatolijske visoravni, i Gašgama, starim neprijateljima Hetita iz sjevernih predjela između zemlje Hatti i Crnog mora. Mušku ili Muški su čini se pregazili Kapadokiju dolazeći sa zapada; nedavno je otkrivano epigrafsko svjedočanstvo koje ih povezuje s balkanskim "Brigijcima", koje su potisnuli Makedonci.
Velika i snažna država poznata kao Tabal je zauzimala područja južno od tih. Njihov jezik je vjerojatno bio luvijski, srodan hetitskom, ali pisan hijeroglifskim pismom umjesto klinastim. nekoliko manjih gradova-država su se nalazile između tog područja i sjeverne Sirije, i također su koristile luvijski, iako su ponekad poznate kao "novo-hetitske".
Lidijski jezik, koji se govorio u zapadnoj Maloj Aziji do 1. stoljeća pr. Kr., je izgleda bio nastavak hetitskog, a ne luvijskog. To, uz činjenicu da je jedan od lidijskih kraljeva bio poznat Grcima kao Myrsilis (Mursilis) može ukazivati da je luvijska država bila nastavak bivše hetitske, u kulturnom i etničkom smislu.

## Kultura

### Umjetnost
Arheološki lokaliteti iz razdoblja Hetita su bili zaštićeni kiklopskim zidinama od megalita s utvrđenim portalima, bastionima i kulama, a raspolagali su službenim zgradama (palača i hramovi). Hattuša je svojom urbanom organizacijom i sačuvanom arhitekturom (zidine s Lavljim i Kraljevskim vratima s ukrasima, hramovi, kraljevske rezidencije, utvrde), zajedno s isklesnim stijenama svetišta Jazilikaja (Yazılıkaya), snažno utjecao na razvoj arhitekture i umjetnosti u Anatoliji i sjevernoj Siriji u 2. tisućljeću prije Krista. Hetitski kraljevi su bili pokrovitelji izrade reljefa na kamenu, što čini najbolje sačuvani oblik njihove umjetnosti. Ovi reljefi sa zidina građevina i litica stijena su trebali slaviti bogove i vladare. Reljefi iz hramova su očito povezani s pogrebnim kultom, dok su kasniji reljefi na stijenama strateških prijelaza, kao što su Karabel (İzmir) ili Hatip, vjerojatno bili povezani s kultom kraljevske vlasti. Još od vremena asirskih kolonija (20. i 19. stoljeće pr. Kr.), anatolijski obrtnici pokazuju svoju originalnost u oblikovanju kultnih vaza, pronađenih uglavnom u Nešu (Kültepe), najkarakterističniji su ljevanici (ritoni) u obliku životinja.

### Jezik
Hetiti su imali svoj, hetitski jezik, ali su se služili i hatskim u religijske svrhe, kao i akadskim, kao tadašnjim jezikom diplomacije. U arhivima Hattuše su pronađeni tekstovi i na ostalim jezicima okolnih naroda, npr. na hurijskom.

### Religija
Hetitski panteon je sadržavao vrlo brojne bogove, jedan tekst spominje "tisuću bogova zemlje Hatti".
Arinna je bila svetište božice sunca.

### Gospodarstvo
Hetitsko gospodarstvo je bilo utemeljeno na trgovini i iskorištavanju bakra.

## Poveznice
- hetitski jezik
- Mala Azija
- Hati
- Hurijci

|  | Zajednički poslužitelj ima još gradiva o temi Hittite Empire |

### Na hrv. jeziku
- Vojtech Zamarovský: Tajne carstva Hetita (Epoha, Zagreb 1965); orig. naslov: Za tajemstvuim riše Chetitu
- Ranko Matasović: Kultura i književnost Hetita (Matica hrvatska, Zagreb 2000) ISBN 954-150-548-9 nevaljani ISBN

### Ostala literatura
- Ekrem Akurgal - The Hattian and Hittite Civilizations, (Publications of the Republic of Turkey; Ministry of Culture; 2001); ISBN 975-17-2756-1
- Trevor R. Bryce, Life and Society in the Hittite World, Oxford (2002).
- Trevor R. Bryce, The Kingdom of the Hittites, Oxford (199009).
- C. W. Ceram, The Secret of the Hittites: The Discovery of an Ancient Empire. Phoenix Press (2001), ISBN 1-84212-295-9.
- Hans Gustav Güterbock, Hittite Historiography: A Survey, in H. Tadmor and M. Weinfeld eds. History, Historiography and Interpretation: Studies in Biblical and Cuneiform Literatures, Magnes Press, Hebrew University (1983) pp. 21–35.
- J. G. Macqueen, The Hittites, and Their Contemporaries in Asia Minor, revised and enlarged, Ancient Peoples and Places series (ed. G. Daniel), Thames and Hudson  (1986), ISBN 0-500-02108-2.
- George E. Mendenhall, The Tenth Generation: The Origins of the Biblical Tradition, The Johns Hopkins University Press (1973), ISBN 0-8018-1654-8.
- Erich Neu, Der Anitta Text, (StBoT 18), Otto Harrassowitz, Wiesbaden (1974).
- Louis L. Orlin, Assyrian Colonies in Cappadocia, Mouton, The Hague (1970).
- The Hittites and Hurrians in D. J. Wiseman Peoples of the Old Testament Times, Clarendon Press, Oxford (1973).
- O.R. Gurney, The Hittites, Penguin (1952), ISBN 0-14-020259-5
- Kloekhorst, Alwin (2007), Etymological Dictionary of the Hittite Inherited Lexicon, ISBN 90-04-16092-2

## Vanjske poveznice
- Hattušaš/Bogazköy  Arhivirana inačica izvorne stranice od 30. lipnja 2009. (Wayback Machine) (eng.)
- Web stranica o Hetitima  Arhivirana inačica izvorne stranice od 14. srpnja 2006. (Wayback Machine) (eng.)